# تپه امیرخانلو
تپه امیرخانلو مربوط به دوره اشکانیان است و در شهرستان مشگین‌شهر، بخش ارشق، غرب رودخانه که مشاملو واقع شده و این اثر در تاریخ ۲۵ اسفند ۱۳۴۵ با شمارهٔ ثبت ۶۳۲ به‌عنوان یکی از آثار ملی ایران به ثبت رسیده است.